# چیلتون (ویسکانسین)
چیلتون، ویسکانسین  (به انگلیسی: Chilton) شهری در شهرستان کلومت ایالت ویسکانسین است که در سال ۱۸۷۷ بنیان‌گذاری شده‌است. این شهر طبق سرشماری سال ۲۰۱۰ میلادی ۳٬۹۳۳ نفر جمعیت داشته‌است.